# La gran travesía
La gran travesía (en francés: La grande traversée) es el vigésimo segundo libro de las historietas de Astérix el Galo creadas por René Goscinny (guion) y Albert Uderzo (dibujos).

## Argumento
Todo comienza en la aldea, cuando el druida Panorámix pide a Ordenalfabétix pescado para hacer la poción mágica. Ordenalfabétix le dice que todavía no ha llegado de Lutecia, y Astérix y Obélix deciden ir a pescar a bordo de una vieja barca de Edadepiédrix. Una tormenta les arrastra hasta alta mar, y quedan parados en medio de una calma chicha. Tienen un encuentro con los piratas, a cambio de no hundirles el barco les entregan un salchichón que reduce el banquete de cumpleaños del capitán. Obélix se come todo menos una manzana, que dejan como una pobre reserva. Agotados y hambrientos, al borde de la locura, Obélix se tira al mar en busca de jabalíes y al intentar rescatarlo, Astérix pierde el control de la barca y se quedan a merced del oleaje. Dan con un árbol y la marea les arrastra. Llegan a lo que creen que es un campamento romano, sin saber que han sido los primeros en llegar al continente americano, donde encuentran pavos (a los que llaman gluglús) y osos. Después de convivir un tiempo con los nativos, unos indios que ellos creen que son romanos vestidos de forma rara, unos vikingos también llegan a esta tierra y se llevan como muestra del descubrimiento a Astérix y Obélix. Ya en las tierras nórdicas, un esclavo galo les dice dónde están y a bordo de su barco llegan a las costas de Armórica, donde les esperan sus amigos.

## Película
La película de animación Astérix en América adapta al cine este episodio parcialmente, aunque con algunos cambios en su guion.

## Trivialidades

Escarapela aeronáutica de Estados Unidos, que aparece cuando uno de los indios es golpeado por Obélix.

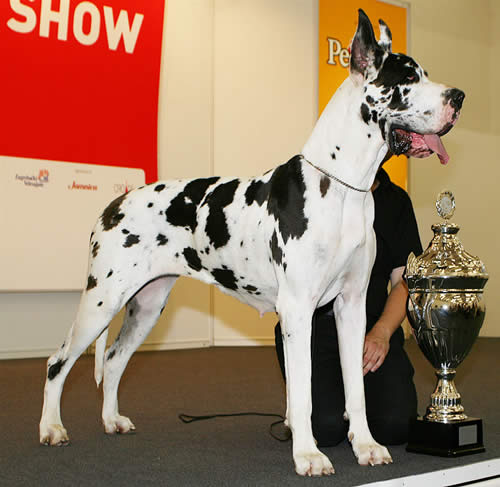
Gran danés, raza a la que le pertenece Kåmpfdǿlvårså.

- Astérix y Obélix descubren un pavo y deciden comérselo. Astérix dice que sabe muy bien, pero Obélix señala que sería mejor rellenarlo con otro tipo de comida. Esta es una referencia al Día de Acción de Gracias, cuando las familias estadounidenses tradicionalmente comen pavo relleno de Acción de Gracias.
- En la página 21, Astérix llama al país "un Nuevo Mundo", una referencia al apodo que los descubridores del siglo XVI le dieron a América.
- Cuando Obélix golpea a uno de los indios americanos que atacan, el guerrero ve por primera vez águilas emblemáticas al estilo norteamericano; la segunda vez que ve estrellas están en la formación que se ve en la bandera de los Estados Unidos, y la tercera vez, ve estrellas con forma de círculo de la US Air Force.
- En la página 29, Obélix afirma que de esta manera seguramente no comerá carne de perro fría. Esta es una referencia a los hot dogs.
- El perro de Kerǿsén, Kåmpfdǿlvårså,[1] es un gran danés.
- La idea de Astérix de llamar la atención del barco vikingo cercano sosteniendo una antorcha hace referencia a la Estatua de la Libertad (que fue un regalo de Francia a Estados Unidos). Obélix se muestra escéptico al principio, pero cuando Astérix le recuerda que si no intentan este plan tendrá que casarse con la hija del Jefe Nativo Americano, Obélix se asusta y dice: "Quiero ser libre", como otra referencia a la Estatua de Libertad.
- La idea de que los vikingos llegaron a América siglos antes que Cristóbal Colón se consideró seriamente en ese momento y ahora se considera un hecho. Sin embargo, los vikingos desembarcaron en América alrededor del año 1000 d. C., aproximadamente mil años después del período de tiempo en el que se establece Astérix.
- Cuando los vikingos pisaron suelo americano, Kerǿsén parafrasea la famosa cita de Neil Armstrong: "Un pequeño paso para un hombre, y un gran salto para la humanidad", defendiendo la cita con el argumento de que "simplemente se le ocurrió".
- Cuando el pueblo de los vikingos está a la vista, Kerǿsén les dice a los miembros de su tripulación que se preparen para ser cubiertos con honores solo para que sean recibidos por una voz furiosa y retumbante. Kevåivén comenta que es su temible jefe Øbsen, a lo que Kerǿsén le dice que ciertamente no es una sirena, una referencia a la estatua de La Sirenita en el puerto de la capital danesa, Copenhague.
- La ortografía pseudodanesa (reemplazando todas las O por Ø y todas las A por Å) se usa para el habla de los vikingos.